# Blood on the Black Robe
«Blood on the Black Robe» — шостий студійний альбом ірландського кельтик-метал-гурту Cruachan. Реліз відбувся 18 квітня 2011 року.

## Список композицій
| #     | Назва                               | Тривалість |
| ----- | ----------------------------------- | ---------- |
| 1.    | «To War» (інструментал)             | 00:55      |
| 2.    | «I Am Warrior»                      | 05:19      |
| 3.    | «The Column»                        | 07:12      |
| 4.    | «Thy Kingdom Gone»                  | 04:26      |
| 5.    | «An Bean Sidhe»                     | 05:50      |
| 6.    | «Blood on the Black Robe»           | 06:39      |
| 7.    | «Primeval Odium»                    | 07:18      |
| 8.    | «The Voyage of Bran»                | 04:20      |
| 9.    | «Brian Boru's March» (інструментал) | 03:29      |
| 10.   | «Pagan Hate»                        | 05:12      |
| 11.   | «The Nine Year War»                 | 07:21      |
| 58:01 |                                     |            |

## Учасники запису
- Кіф Фей — вокал, електрогітара, акустична гітара, клавіші, бузукі, мандоліна, боран, ударні
- Джон Клоессі — бас-гітара
- Колін Парсел — ударні
- Джон Райян — скрипка, бузукі
- Джон О'Фатай — ірландська флейта, вістл

### Додатковий персонал
- Алекс Шкуропарськи — галісійська гаїта
- Карен Джилліган — вокал у треках "An Bean Sidhe" та "The Voyage of Bran"
- Пітер Різ — мистецьке супроводження, дизайн обкладинки
- Майкл Річардс — інженерія, продюсер